# Ensafh
Ensafh is een Fries literair tijdschrift dat sinds 2009 tweewekelijks verschijnt. Ensafh is ontstaan uit een fusie van de tijdschriften Hjir en Farsk. De f van Farsk en de h van Hjir komen in de nieuwe naam nadrukkelijk terug, maar Ensafh is ook een afkorting voor En sa fuorthinne, Fries voor "enzovoort". 

## Inhoud
In Ensafh worden zowel poëtische als prozaïsche Friese teksten gepubliceerd. Ook worden er geregeld teksten in het Bildts of het Stadsfries opgenomen. Behalve verhalen en gedichten verschijnen er in Ensafh ook recensies en achtergrondartikelen over de Friese literatuur. Er is ook ruimte voor debat.   

## Verschijnen
Van Ensafh verschijnt elke twee weken een nieuwe aflevering online. Die is voor iedereen gratis te bekijken. Zeven keer per jaar verschijnt er een papieren versie, waarvoor wel betaald moet worden. In de papieren versie staan hoogtepunten uit de internetversie, maar ook nieuwe teksten die niet op het internet terug te vinden zijn.